# Cluster (physique)

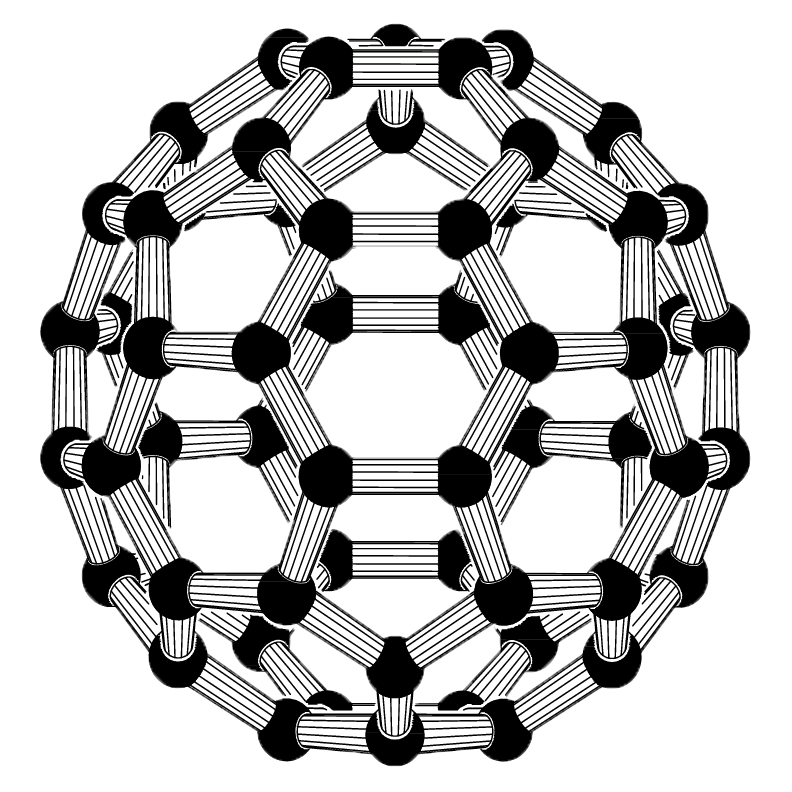
Illustration d'un Buckminsterfullerène qui est un cluster d'atomes

Cet article traite des clusters du point de vue de la physique des matériaux ; pour la chimie des clusters, se reporter à l'article Agrégat atomique.
Pour les articles homonymes, voir Cluster.
En physique, le mot anglais cluster est utilisé pour désigner des agrégats : soit d'atomes pouvant contenir entre 3 et 3 × 107 atomes et liés chimiquement entre eux, soit d'électrons pouvant en contenir entre 103 et 1012 dans un volume de l'ordre d'une molécule. Cependant ces limites peuvent varier, parfois les agrégats de deux atomes sont inclus et parfois le nombre d'atomes limite est 105 atomes.

## Intérêt des clusters
Les propriétés des atomes et des solides macroscopiques sont aujourd'hui bien connues dans de nombreux domaines. Mais il peut être intéressant d'observer l'évolution de ces propriétés en fonction du nombre d'atomes pour des structures de taille intermédiaire. C'est une manière de faire le lien entre les connaissances à petite et grande échelle. 
D'autre part, certaines propriétés d'un solide dépendent fortement de la taille, à l'échelle des clusters. Il est donc possible de rechercher une taille qui donne des propriétés recherchées ou intéressantes. Par exemple, la température de fusion de clusters de composition chimique donnée diminue quand la taille diminue généralement.
Le rôle des clusters d'électrons dans les réactions de fusion non thermonucléaire a été étudié par Michel Rambaut.

## Fabrication de clusters

### Formation en phase gazeuse

#### Expansion adiabatique
Le principe est de vaporiser un solide dans une chambre munie d'un petit trou de sortie vers une autre chambre ou la pression est plus faible. Un flux d'atomes a grande vitesse passe dans le trou, du fait de la différence de pression ils subissent une détente adiabatique, donc un refroidissement, ce qui cause la condensation en cluster. Le fait que les atomes aient des vitesses proches dans le flux participe aussi à la formation d'agrégats.
Une variante de cette méthode consiste à utiliser un gaz noble dans le réservoir pour augmenter le refroidissement.

### Croissance sur une surface
Dans ce cas, on évapore des atomes de l'élément souhaité vers une surface qui formera le substrat de base. Dès lors, la taille, la structure et l'organisation des clusters vont en général dépendre de différents facteurs:
- La température de déposition
- l'intensité du flux d'évaporation des atomes
- La diffusion des atomes adsorbés (nommés souvent adatoms) en surface
- La diffusion en bord d'îlot